# Кеворков, Борис Саркисович
Бори́с Сарки́сович Кево́рков (арм. Բորիս Սարգսի Կևորկով; 1932, Шемаха, Азербайджанская ССР, ЗСФСР, СССР — 1998, Москва, Россия) — советский государственный и партийный деятель. Первый секретарь обкома Нагорного-Карабахской автономной области КП Азербайджана (1973—1988). Депутат Совета Национальностей Верховного Совета СССР IX—XI созывов (1974—1989) от Нагорно-Карабахской АО.

## Биография
Родился в 1932 году.

### Образование
Окончил Азербайджанский государственный университет.

### Трудовая деятельность
С 1954 года — инструктор, заведующий лекторской группой, заместитель заведующего отделом агитации и пропаганды Бакинского городского комитета комсомола, первый секретарь Дзержинского, а затем Наримановского райкомов комсомола. С 1961 года ответорганизатор отдела партийных органов, инспектор отдела организационно-партийной работы ЦК КП Азербайджана, с 1970 года первый секретарь Кировского райкома КП республики.
Депутат Верховного Совета Азербайджанской ССР 8-го созыва, депутат Совета Национальностей Верховного Совета СССР 9-11 созывов.

### Первый секретарь Нагорно-Карабахского обкома КПСС
В 1969 году Гейдар Алиев, ставший первым секретарём ЦК КП Азербайджана, вступил в конфликт с руководством Нагорно-Карабахской автономной области. В 1973 году Борис Кеворков был назначен на должность первого секретаря Нагорно-Карабахского обкома КПСС вместо Гургена Мелкумяна. По мнению Томаса Де Ваала: «В отличие от Мелкумяна, уроженца Нагорного Карабаха, Кеворков родился в Шемахе, был женат на азербайджанке и был всецело предан Алиеву».
Несмотря на то, что Кеворков возглавлял карабахскую автономию 14 лет, за все время ни разу не посетил Армению.
Лишился своего поста в феврале 1988 года, после того как внеочередная сессия народных депутатов НКАО обратилась к Верховным Советам Армянской ССР, Азербайджанской ССР и СССР с просьбой рассмотреть и положительно решить вопрос о передаче НКАО из состава Азербайджанской ССР в состав Армянской ССР. Кеворков и первый секретарь Компартии Азербайджана Камран Багиров пытались и не смогли остановить заседание: 110 армянских депутатов единогласно проголосовали за резолюцию, призывающую Нагорный Карабах присоединиться к Советской Армении. Азербайджанские депутаты отказались голосовать. Кеворков пытался украсть печать, необходимую для подтверждения резолюции.

### Последующие годы
Через три месяца был исключён из партии пленумом ЦК КП Азербайджана «за серьёзные политические ошибки в руководстве областной парторганизацией, приведшие к обострению межнациональных отношений, персональную ответственность за происходящие в автономной области беспорядки». Кеворкова обвинили в «политической близорукости», «самонадеянности», «верхоглядстве», в том, что он «по существу оторвался от народа и партийных организаций», допускал грубые нарушения в подборе и расстановке кадров, просчёты в решении социально-экономических вопросов, что привело к событиям в НКАО и вокруг неё.
После 1988 года жил в Баку, осенью 1993 года переехал в Москву.